# Ennenda
Ennenda – dzielnica miasta Glarus w Szwajcarii, w kantonie Glarus. Liczba mieszkańców według danych z 31 grudnia 2020 wynosiła 2726 osób. Do 31 grudnia 2010 samodzielna gmina.  